# Ferdinand Julius von Troyer
Ferdinand Julius von Troyer (Veneza, 20 de janeiro de 1698 - Brno, 5 de fevereiro de 1758) foi um cardeal do século XVIII

## Biografia
Nasceu em Innsbruck em 20 de janeiro de 1698. Filho do conde Franz Anton Troyer e de Maria Maximiliana, baronesa de Teuffenbach. Foi batizado em 26 de janeiro de 1698. Também é listado como Ferdinando Giulio de Trojer; seu primeiro nome como Ferdinandus Iulius; e seu sobrenome como Troyer z Troyersteinu.
Estudou no Collegio Germanico , em Roma, de 1716 a 1722; ele obteve o doutorado em teologia em 1722..
Recebeu a tonsura clerical em 31 de janeiro de 1711; as ordens menores em 8 de setembro de 1711; o subdiaconado em 4 de março de 1719; e o diaconado em 24 de fevereiro de 1720. Cônego não residente do capítulo da catedral de Olomouc, 25 de setembro de 1711..
Ordenado em 21 de dezembro de 1720. Cônego residente do capítulo da catedral de Olomouc, 16 de fevereiro de 1725. Arquidiácono de Troppau, 1731. Cônego magistral do capítulo da catedral de Olomouc, 15 de outubro de 1741..
Eleito bispo de Olomouc pelo capítulo da catedral com vinte e seis votos a favor, 9 de dezembro de 1745; a eleição foi unânime. Preconizado pelo papa, 28 de março de 1746. Consagrado, 22 de maio de 1746, Olomouc, por Otto Honorius Eck, bispo titular de Termopoli, sufragâneo de Olomouc, auxiliado por Anton von Engel, bispo de Belgrado, e por Johann Anton von Khevenhüller, ex-bispo de Wiener Neustadt; foi entronizado em 27 de agosto de 1747. Conselheiro privado, 1746; e nesse mesmo ano, membro do Conselho Imperial. A pedido do imperador Francisco I, foi promovido ao cardinalato..
Criado cardeal sacerdote no consistório de 10 de abril de 1747; Mons. Benedetto Passionei trouxe-lhe o barrete vermelho para Viena; ele nunca foi a Roma para receber o chapéu vermelho e o título. Após a morte do cardeal Sigismund von Kollonitsch, arcebispo de Viena, Áustria, em 12 de abril de 1751, a imperatriz Maria Teresa nomeou-o protetor da nação alemã. Em 1752, restaurou o palácio episcopal de Kromeriz, destruído por um incêndio; bem como a igreja piarista. Ele também renovou o castelo de Wischau. Em 1754, a imperatriz deu a ele e a seu irmão Christoph, o Morávio Inkolat. Fez uma visitação diocesana, durante a qual estabeleceu várias novas paróquias e decanatos e paróquias; a visitação foi interrompida por sua morte. Ele era muito solícito com os pobres. Promoveu a causa de beatificação do Padre Jan Sarkander, sacerdote polaco e morávio, que foi torturado e morto numa prisão de Olomouc em 1620 por se recusar a divulgar o que foi dito em confissão. A causa foi aberta pelo bispo Wolfgang Hannibal von Schrattenbach, bispo de Olomouc..
Morreu em Brno em 5 de fevereiro de 1758. Exposto e enterrado na catedral de St. Vaclav, Olomouc, sem qualquer memorial. Ele nomeou seu irmão Christoph como seu herdeiro..